# Cruys Voorbergh
Cruys Voorbergh, pseudoniem van Ernest Pieter Coenraad van Vrijberghe de Coningh (Bago, Probolinggo (Nederlands-Indië), 14 oktober 1898 – Den Haag, 3 september 1963) was een Nederlands acteur, cabaretier, publicist, regisseur en couturier. Zijn pseudoniem koos hij op grond van de naam van zijn tekenleraar die Kruijs Voorberge heette.

## Levensloop
De Coningh, telg uit het geslacht De Coningh, werd geboren in Oost-Java, waar zijn vader directeur was van een suikerfabriek. Hij was de zoon van Jacob Marius van Vrijberghe de Coningh (1871-1945) die in Amsterdam oprichter van en leraar aan de Electrotechnische school was en van Wilhelmine Sophie Louise de Vletter (1874-1955); hij had nog een jongere zus en broer. In 1900 verhuisde het gezin naar Amsterdam.
Aanvankelijk studeerde De Coningh medicijnen. Hij voelde echter meer voor een artistieke loopbaan. Zijn ouders waren echter tegen en als alternatief begon hij de studie muziek (viool). De Coningh verbond zich in 1918 bij het Groot Toneel onder Albert van Dalsum, waar hij debuteerde. De omstandigheden waren ongunstig en De Coningh werkte daarna twee maanden op kantoor, om vervolgens naar een school te gaan om zijn akte te halen als tekenleraar. In 1925 keerde hij terug op de planken bij het Nieuw-Nederlandsch Toneel. In september 1927 ging hij naar het gezelschap van Rika Hopper, om zich in 1929 aan te sluiten bij het Oost-Nederlands toneel (wederom onder Van Dalsum). In 1942 was Voorbergh regisseur bij de Amsterdamse opera en een jaar later vormde hij een eigen gezelschap. Na de bevrijding werd hem verboden twee maanden zijn werk uit te voeren, omdat hij gedurende de bezetting "geen begrip had gehad voor de (...) verantwoordelijkheid die hij droeg"
In 1952 richtte hij een cabaretgezelschap op.
In 1962 vierde hij zijn veertigjarig jubileum als artiest met het toneelstuk Voor het laatst Lady Barker van Hans Keuls, waarin hij drie rollen vertolkte. Hij werd vervolgens benoemd tot Ridder in de Orde van Oranje-Nassau. De laatste jaren was Voorbergh niet meer vast aan een toneelgroep verbonden. Hij vertolkte meestal gastrollen zoals bij Toneelgroep Centrum.
Zijn werk als expert in de kostuumkunde en zijn eigen verzameling, die hij zelfstandig restaureerde, waren de aanleiding tot het stichten van het Nederlands Kostuummuseum in Den Haag. Hij schreef zelf een boek over kledingdrachten met als titel Erfenis van eeuwen. In het NCRV-televisieprogramma Vrouwenprogramma besprak hij regelmatig kledij.
Op 3 september 1963 overleed De Coningh in het Rode Kruisziekenhuis in Den Haag, waar hij eind augustus werd opgenomen, na een hartaanval bij de repetities van het toneelstuk Panggilan waarin hij de hoofdrol vertolkte (regie Walter Kous). Op 9 september werd hij gecremeerd in Driehuis (Velsen). Bij de inleiding van de televisiefilm Schuld en boete werd stilgestaan bij zijn dood. Hij heeft samengewerkt met namen als Richard Flink, Hans Keuls, Caro van Eyck, Walter Kous, Robert de Vries en Paul Steenbergen.
De Coningh was de vader van Coen van Vrijberghe de Coningh (1950-1997) en Emmy van Vrijberghe de Coningh (1947-1992). Tot juli 1951 was De Coningh gehuwd met kunstenares Ada van Geel (1920-1990). Het stel was goed bevriend met actrice Georgette Rejewski, die door de kinderen als tante werd beschouwd.

## Filmografie
- Willem van Oranje (1934) - Filips II
- De familie van mijn vrouw (1935) - Wim
- De big van het regiment (1935) - Rol onbekend
- Ergens in Nederland (1940) - Erik Detmar, een acteur
- De vliegende Hollander (1957) - Rol onbekend
- Kleren maken de man (1957) - Rol onbekend
- Kermis in de regen (1962) - Mr. Prins
- Voor het laatst lady Barker (1962) - 3 rollen: lady Barker, butler en dokter
- In Holland staat een riddergoed, Televisie miniserie (1962) - 4 rollen: verdachte,openbare aanklager, rechtbankpresident,verdediging
- De rode pullover, Televisie film (1962) - Commissaris Geerlings
- Aan de vooravond (1963) - Nikolaj Artemjewitsj Stachow
- Plantage Tamarinde (1963) - Sjon Jan
- Schuld en boete (1963) - Zamjetow

Ook sprak Voorbergh stemmen in voor de Nederlandse vertaling van enkele Disney-films in de jaren 40 en 50, zoals in de films Pinokkio (Japie Krekel), Dombo (de Kraaien en de Ooievaar) en Alice in Wonderland (Kolderkat en Timmerman).